# 제이 바스
제이 바스(영어: Jay Barrs)로 잘 알려진 잭 리어나드 바스 주니어(영어: Jack Leonard Barrs Jr., 1962년 7월 17일~)는 미국의 전직 양궁 선수이다. 올림픽에 2회 참가했으며 1988년 하계 올림픽 남자 개인전 금메달,1988년 하계 올림픽 남자 단체전 은메달을 획득했다.